# Oberopfingen
Oberopfingen ist ein Teilort der Gemeinde Kirchdorf an der Iller im Landkreis Biberach in Oberschwaben.

## Beschreibung
Die Gemeinde liegt an der Iller und der Landesstraße 300. In südlicher Richtung hat der Ort mit Tannheim eine gemeinsame Grenze, in westlicher Richtung mit Berkheim und in östlicher Richtung grenzt er an Heimertingen im Landkreis Unterallgäu.
Durch die Gemarkung des Ortes fließt in nord-südlicher Richtung der Illerkanal, quert die Europastraße 43/Bundesautobahn 7 und die Bundesstraße 312. Die B 312 passiert den Autobahnzubringer und mündet auf dem Gebiet des Regierungsbezirks Schwaben in die Bundesstraße 300.

### Geschichte und Bauwerke
Im Jahre 1182 wurde der am Donau-Iller-Rhein-Limes liegende Ort in einer Urkunde von Papst Lucius III. erwähnt. Über Jahrhunderte gehörten Teile des Ortes oder manchmal auch der gesamte Ort wechselweise zum geistlichen Territorium der Reichsabtei Ochsenhausen oder der Reichsabtei Rot an der Rot.

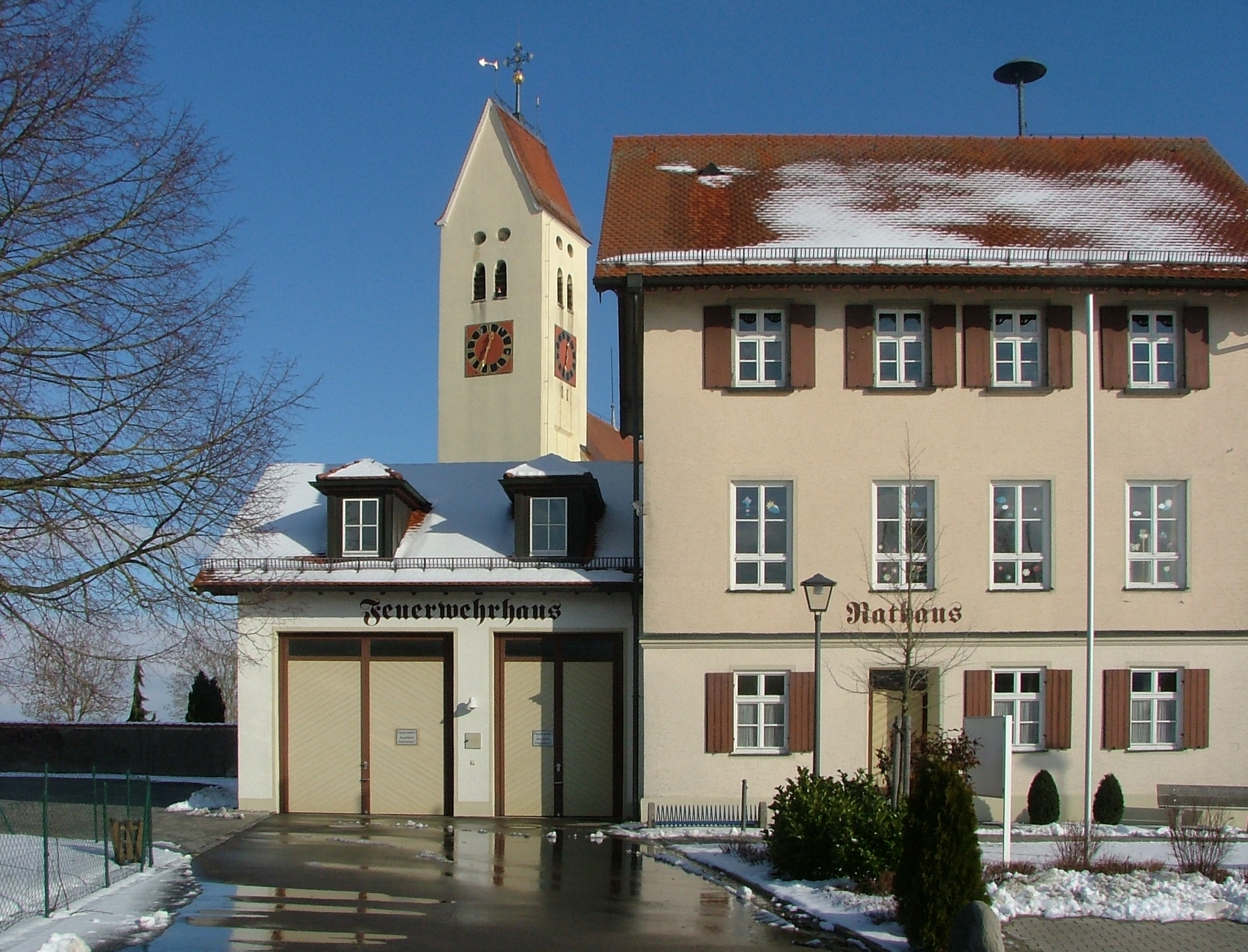
Rathaus, Feuerwehrhaus und Kirche

Mittig, ein wenig östlich, befindet sich die römisch-katholische Kirche St. Vincentius, deren Grundstein 1721 während der Amtszeit des Ochsenhauser Abtes Beda Werner gelegt wurde. Zur Kirche gehört eine Leichen- oder Aussegnungshalle und der Friedhof des Ortes. Beide Gebäude werden von der Friedhofsmauer umschlossen. Die Kirchengemeinde gehört zur Seelsorgeeinheit 1 Illertal in der Diözese Rottenburg-Stuttgart.
Am 1. Oktober 1972 wurde Oberopfingen nach Kirchdorf an der Iller eingemeindet.
Unmittelbar neben der Kirche befindet sich das ehemalige Schulgebäude und Feuerwehrhaus. Die oberen Stockwerke werden von den örtlichen Vereinen genutzt. Im Erdgeschoss befindet sich die Ortsverwaltung, etwas unterhalb in östlicher Richtung der Wilhelm-Sailer-Kindergarten.

### Wirtschaft
Oberopfingen ist vorwiegend landwirtschaftlich geprägt. Im Jahre 2009 erwarb die Firma Liebherr ein Grundstück in der Größe von 37 ha, verkehrsgünstig gelegen an der B 312, in der Nähe der A 7. Dort entstand 2015, mit einer Bausumme von rd. 115 Mio. Euro, ein neues, für alle in Kontinentaleuropa ansässigen Sparten des Konzerns zuständiges, Logistikzentrum. Im selben Zeitraum wurde auf dem Gelände ebenfalls ein neues Verwaltungsgebäude eröffnet, in diesen befindet sich seither u. a. die zentralen IT-Einheiten der Konzerngruppe. Seit dem Frühjahr 2016 erschlossen Baumaßnahmen den südlichen Teil des Geländes, auf diesem wurden anschließend Infrastruktur und Gebäude für ein Teil der bisher in Kirchdorf an der Iller beheimateten Komponenten Sparte errichtet.

### Wappen
Blasonierung: In Gold ein schräg gestellter roter Abtsstab, überdeckt durch einen blauen Schräglinkswellenbalken. Der Abtsstab dokumentiert die jahrhundertelange Zugehörigkeit zur Reichsabtei Rot an der Rot.